# Lazarus A.D.
Lazarus A.D. foi uma banda estadunidense de thrash metal formada em Kenosha, Wisconsin em 2005. A banda permaneceu ativa até 2015 e se desfez após a morte do baterista Ryan Shutler. A discografia inclui dois álbuns de estúdio.

## História

### Inicio da carreira (2005-2006)
A banda foi formada no início de 2005 sob o nome de Lazarus. As letras “A.D.” foram acrescentadas mais tarde para evitar possíveis problemas legais. Os membros fundadores foram o vocalista e baixista Jeff Paulick e o guitarrista Dan Gapen, pouco tempo depois entra o baterista Ryan Shutler. Após a primeira apresentação do grupo houve a entrada do guitarrista Alex Lackner.
Depois de alguns shows Lazarus A.D. lança o primeiro demo com três músicas em 2006. No mesmo ano eles foram selecionados para fazer a abertura de um show do Anthrax, logo após eles fizeram vários eventos pelo oeste do Estados Unidos.

### The Onslaught (2007-2009)
Em janeiro de 2007, a banda começou a trabalhar em seu álbum de estreia The Onslaught, que foi produzido por Chris Djuricic. Uma vez que nenhuma gravadora mostrou interesse na divulgação, a banda lançou o álbum de forma independente. James Murphy masterizou o disco. Dentro de um curto espaço de tempo cerca de 1.000 cópias foram vendidas.
No verão de 2008, a banda assinou um contrato com o Metal Blade Records. O álbum The Onslaught foi mixado novamente por James Murphy e re-lançado em 2009. O álbum recebeu boas críticas e foi colocado pela revista alemã Rock Hard em uma lista de 250 álbuns de thrash metal que você deve saber.
Lázaro A. D. excursionou com o Amon Amarth e Goatwhore em abril de 2009, e excursionou com Testament e Unearth durante Maio e junho de 2009. Em seguida, a banda saiu em turnê com Bison B. C. no “Baptized in Beer Tour” de julho a agosto de 2009, em seguida, o grupo saiu em turnê com o Ensiferum no Tour From Afar.

### Black River Flows (2010-2015)
O segundo álbum de estúdio Black River Flows foi gravado em julho e agosto de 2010 com o produtor Chris Wisco. A mixagem e masterização foram feitas novamente pelo James Murphy.
O disco foi lançado em 1 de fevereiro de 2011, a banda embarcou no "North American Retribution Tour" após o lançamento. O primeiro single "The Ultimate Sacrifice" estreou na Sirius Satellite's Liquid Metal, e também está disponível na Metal Blade, gravadora de Lázaro A. D. Esta viria a ser o último lançamento da banda.

### A morte de Ryan Shutler e o término da banda
O baterista Ryan Shutler faleceu em 17 de Maio de 2015, em Sacramento, Califórnia. Embora detalhes oficiais sobre sua morte não tenham sido revelados, foi afirmado que um ataque cardíaco pode ter tirado sua vida.
Os membros da banda deixaram um comunicado a após sua morte pela rede social Facebook:
| “ | Como muitos de vocês já ouviu falar recentemente é com profunda tristeza que damos a notícia da morte de nosso querido amigo e irmão, Ryan Shutler. Esta perda inesperada é um choque para nós e todos nós estamos tentando lidar com sua morte súbita. Ryan deixou a sua marca nesta terra e tinha muitos amigos. Muitos tiveram o prazer de conhecê-lo pessoalmente e testemunhar o seu caráter maravilhoso e carisma. Para muitos outros, ele era um baterista talentoso. Todos, lembrem-se das muitas aventuras vivemos juntos, os momentos em que cada vez que necessário um riso ou quando um de nós queria confiar, ele estava sempre lá quando precisamos dele. Realmente de uma forma ele foi uma pessoa. | ” |

Após o comunicado a banda se desfez.

## Membros
- Jeff Paulick – vocais, baixo (2005 - 2015)
- Alex Lackner – guitarra (2005 - 2015)
- Dan Gapen – guitarra, vocais (2005 - 2015)
- Ryan Shutler – bateria (2005 - 2015) (Faleceu em 2015)

## Discografia
- The Onslaught (2007)
- Black Rivers Flow (2011)